# Dilophus rhynchops
Dilophus rhynchops är en tvåvingeart som beskrevs av Daniel William Coquillett 1904. Dilophus rhynchops ingår i släktet Dilophus och familjen hårmyggor.
Artens utbredningsområde är Nicaragua. Inga underarter finns listade i Catalogue of Life.